# Емма Юнг
Емма Юнг (до шлюбу Емма Марі Раушенбах, нар. 30 березня 1882, Шаффгаузен — пом. 27 листопада 1955, Цюрих) — німецька письменниця, психоаналітик, співзасновниця аналітичної психології. «Інтелектуальний редактор» робіт Карла Юнга до кінця свого життя, що фінансувала його діяльність і посприяла його становленню як визначного психіатра.

## Біографія
Походила зі старої швейцарсько-німецької родини багатих промисловців.
У 16 років (за деякими джерелами — у 15) зустріла 21-річного Карла Юнга. Через 7 років, 14 лютого 1903 року, вони одружилися. Народила п'ятьох дітей: Агата, Грет, Франц, Маріанна і Елен.
Статки Емми Юнг дали Карлу Юнгу фінансову свободу, тож він без огляду на необхідність щоденного заробітку міг присвятити себе дослідженням у психології. Численні незвичні сни Карла Юнга з перших років подружнього життя Фрейд протлумачив як емблематичні для невдалого шлюбу за розрахунком (das Scheitern einer Geldheirat). З 1914 року Юнг зблизився з пацієнткою Тоні Вольф, яку в мемуарах називав «другою дружиною». Вона переконувала Юнга розірвати шлюб, але він не погоджувався.
Померла 27 листопада 1955 року в Цюриху від злоякісної пухлини.
За біографом Юнга Блером, на похоронні Емми Юнг її чоловік вигукнув: «Вона була королевою, вона була королевою!» (Sie war eine Königin! Sie war eine Königin!)

## Діяльність
Емма Юнг виявила щире зацікавлення до досліджень чоловіка, проте до психології вона прийшла власним шляхом і, зокрема, вела окреме листування із Зигмундом Фрейдом.

## Твори
- Die Graalslegende in psychologischer Sicht. Rascher, Zürich/Stuttgart 1960 (фрагмент, посмертна публікація Марії-Луїзи Франц).
- Animus und Anima. Rascher, Zürich/Stuttgart 1967.